# Claire Denis
Claire Denis (* 21. dubna 1946 Paříž) je francouzská filmová režisérka.

## Život
Narodila se v Paříži, ale vyrůstala v koloniální Africe – v Burkina Fasu, Kamerunu, Francouzském Somálsku a Senegalu. Studovala na filmové škole IDHEC.

## Tvorba
V počátcích kariéry po vystudování školy začala jako asistentka režie, mimo jiné na filmu režiséra Jima Jarmusche Mimo zákon. První celovečerní film natočila v roce 1988. Její filmy se často odehrávají v místech, ve kterých vyrostla, tedy především v afrických zemích. Roku 2018 uvedla svůj první anglickojazyčný film High Life. Ve své tvorbě se často věnuje tématům rasismu, postkolonialismu a outsiderství. Pravidelně spolupracuje s kameramankou Ágnes Godardovou nebo kapelou Tindersticks.
| „              | Dětství je zdroj! Dětství je zdroj všeho. Nemyslím, že se dá vůbec nějak jinak pracovat. | “ |
| — Claire Denis |                                                                                          |   |

## Filmografie
- 1988: Čokoláda
- 1990: S'en fout la mort
- 1994: US Go Home
- 1994: Nechce se mi spát
- 1996: Nénette et Boni
- 1999: Krásná práce (Beau travail)
- 2001: Miluji tě k sežrání
- 2002: Páteční večer
- 2002: Dalších deset minut (segment)

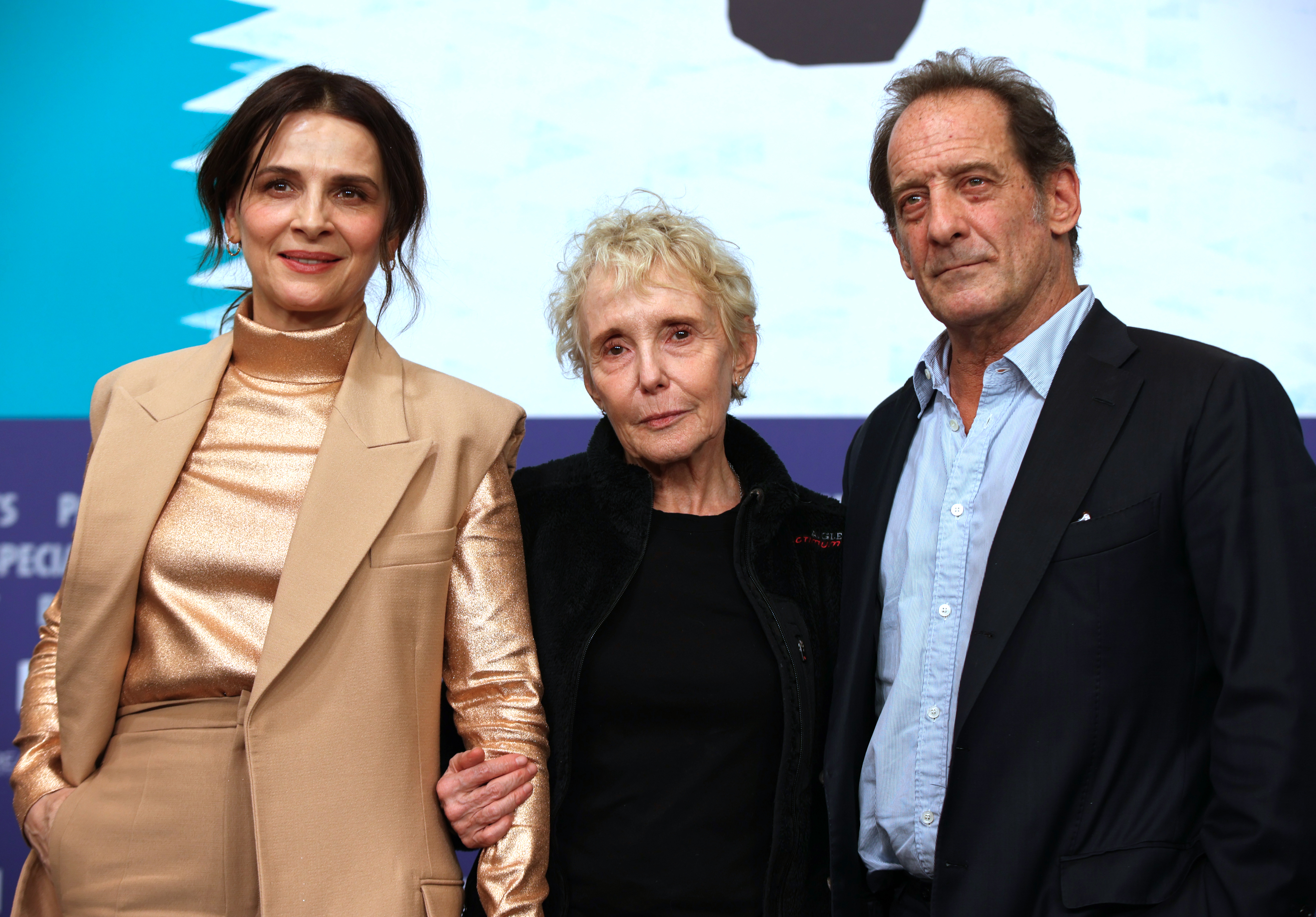
Claire Denis s Juliette Binoche a Vincentem Lindonem

- 2004: L'intrus
- 2008: 35 panáků rumu
- 2009: Sama v AfriceClaire Denis s Juliette Binoche a Vincentem Lindonem
- 2013: Parchanti spí dobře
- 2017: Vnitřní slunce
- 2018: High Life
- 2022: Hvězdy v poledne
- 2022: Avec amour et acharnement